# René Walschot
Jacobus Renatus Walschot, detto René (Beersel, 20 aprile 1916 – Halle, 16 giugno 2003), è stato un ciclista su strada belga.
Soprannominato Voske, fu professionista dal 1936 al 1942 e poi nuovamente dal 1946 al 1953, specializzandosi nelle classiche. Tra i suoi piazzamenti vanno menzionati i podi al Giro del Belgio 1937, alle Bordeaux-Parigi 1938, 1939 e 1948 e alla Freccia Vallone 1946.

## Palmarès
- 1935

Lessen - Grand Prix des Carrières
- 1936 (Indipendenti, due vittorie)

Grand Prix van Haspengouw
3ª tappa Tour du Nord (Maubeuge > Lilla)
- 1937 (J.B.Louvet, una vittoria)

Parigi-Limoges
- 1949 (Dilecta, Modia, una vittoria)

De Drie Zustersteden - Trois Villes soeurs
- 1950 (Dilecta, Allegreo, una vittoria)

De Drie Zustersteden - Trois Villes soeurs

### Altri successi
- 1936 (Indipendenti)

"Maillot Rose"
Criterium di Hombeek
Kermesse di Hoegaarden
- 1939 (J.B.Louvet/Dilecta)

Derby di Saint-Germain (Derny)
- 1953 (Dilecta)

Kermesse di Ronse

## Piazzamenti

### Grandi Giri
- Tour de France

1938: 51º

### Classiche monumento
- Giro delle Fiandre

1937: 7º
1938: 8º
1949: 40º
- Parigi-Roubaix

1937: 12º
1938: 8º
1939: 43º
1948: 50º
1949: 12º
1950: 38º
1951: 60º
1953: 55º
- Liegi-Bastogne-Liegi

1937: 5º
1949: 26º
1950: 25º
1951: 37º